# Нътенски водопад
Нътенският водопад (на гръцки: Καταρράκτης Νότιας) е водопад, природна забележителност в Мъглен (Алмопия), Гърция.

## Описание
Разположен е на 2 km североизточно от село Нъте (Нотия) на Дзенската река (Лакос Дзенас), десен приток на Мъгленица (Могленицас). Водопадът е на 680 m надморска височина във впечаляващ пролом. Около него се спускат отвесни скали.